# (18493) Démoléon
(18493) Démoléon, désignation internationale (18493) Demoleon, est un astéroïde troyen jovien.

## Description
(18493) Démoléon est un astéroïde troyen jovien, camp troyen, c'est-à-dire situé au point de Lagrange L5 du système Soleil-Jupiter. Il présente une orbite caractérisée par un demi-grand axe de 5,303 UA, une excentricité de 0,091 et une inclinaison de 17,2° par rapport à l'écliptique.
Il est nommé en référence au personnage de la mythologie grecque Démoléon, acteur du conflit légendaire de la guerre de Troie.

## Compléments